# Tommaso Pollace

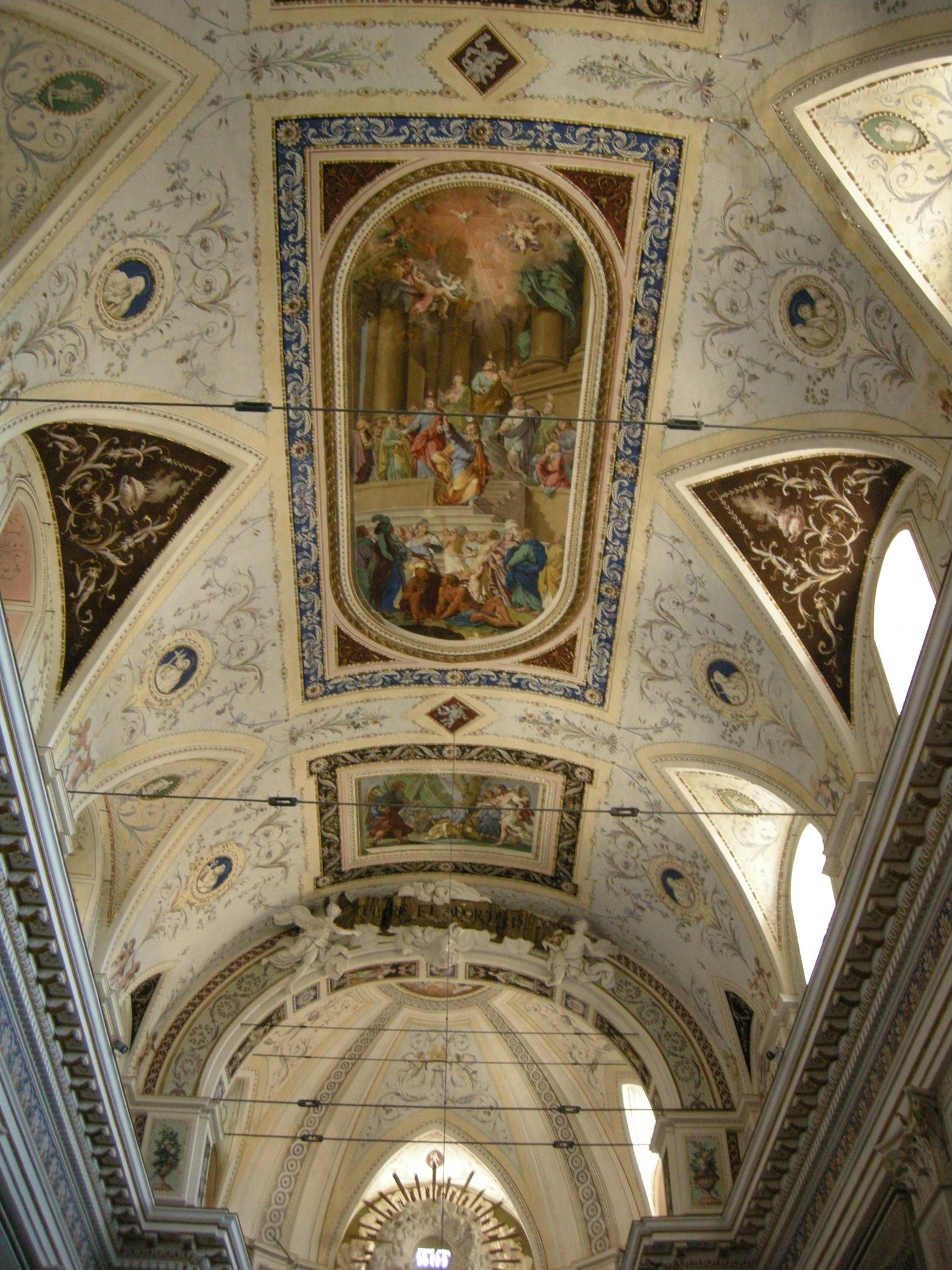
Affreschi, chiesa del Santissimo Salvatore, Noto.

Tommaso Pollace, a volte citato anche come Pollaci, (Palermo, 1748 – Caltanissetta, 1830), è stato un pittore italiano.

## Biografia
Si formò alla scuola di Vito D'Anna e rimase legato a schemi e tipologia prettamente settecenteschi.
Della sua attività iniziale si ricordano due quadri per il duomo di Alcamo del 1776 e diversi quadri per chiese di Termini Imerese del 1782.
Insieme a Giuseppe Salerno e Vincenzo Gismondi eseguì, nel 1787, delle pitture per il marchese di Santa Croce nell'abitazione di Palermo e nella casina (oggi ospedale militare) sita nella strada per Monreale.
Negli anni novanta si trasferì nel ragusano, dove eseguì diverse opere a Modica, Ragusa Ibla, Scicli e altri centri. 
All'inizio del 1800 si stabilì definitivamente a Caltanissetta, caratterizzando con la sua arte l'attività pittorica della città, di cui divenne il decoratore nell'età neoclassica.

## Opere

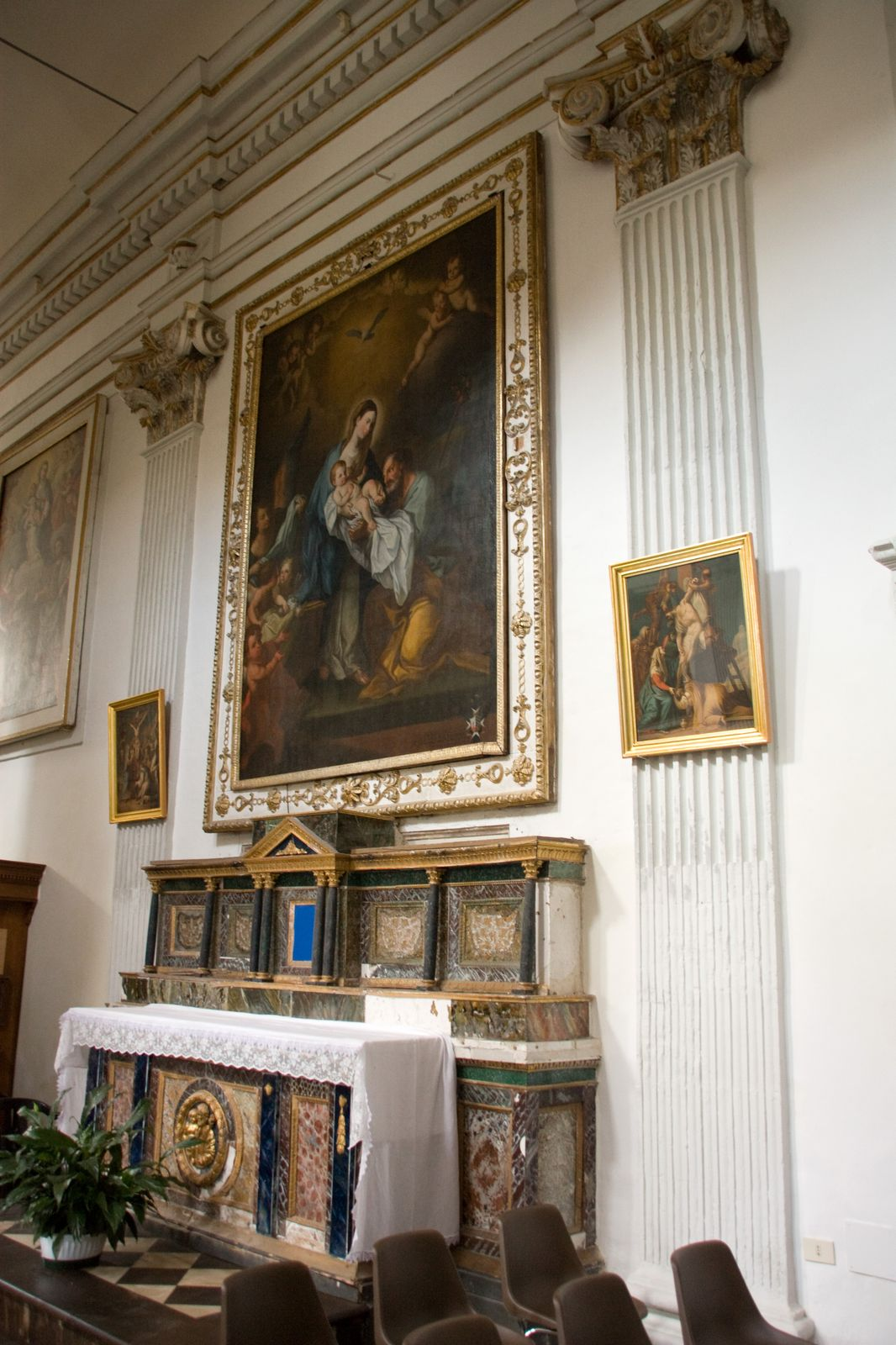
Sacra Famiglia, chiesa delle Santissime Anime del Purgatorio, Ragusa.

Nel nisseno troviamo opere dell'artista:
- a Mazzarino: nella chiesa Immacolata Concezione, tre tele;
- a Santa Caterina Villarmosa, nella chiesa madre un quadro raffigurante l'Immacolata;

ma è a Caltanissetta dove il Pollace svolse la sua attività maggiore, con opere che troviamo:
- nella cattedrale: ritratto firmato del parroco Benedetto Sberna, morto nel 1811;
- nella chiesa di San Giuseppe: affreschi dipinti nel 1825  “per devozione” raffiguranti scene della vita di S. Giuseppe; e un dipinto su tela raffigurante lo stesso Santo;
- nella chiesa Maria SS. della Provvidenza il quadro della Madonna col bambino che fino al 1862 si portava annualmente in processione, preceduta da una lunga fila di fedeli recanti ceste pieni di generi alimentari destinati ai poveri e ai carcerati;
- nella chiesa di Santa Croce, il quadro, olio su tela, collocato nel primo altare a sinistra con cornice antica dorata, con la Vergine e San Michele Arcangelo, ripreso fedelmente dal celebre dipinto del Reni, con l'aggiunta di un coro di angeli attorno all'Immacolata;
- nella chiesa di S. Sebastiano, la tela “Madonna degli agonizzanti” ubicata nel secondo altare di sinistra. Il quadro, restaurato in tempi recenti (metà anni ottanta) da F. Dell'Utri e R. La Mattina, raffigura la “Buona Morte”: attorno al morente gravitano la Madonna col Bambino al centro, S. Michele sulla sinistra e S. Giuseppe sulla destra. In alto a sinistra sono raffigurati Dio Padre e lo Spirito Santo a forma di colomba. Secondo alcuni, il S. Michele è stato aggiunto posteriormente;
- nella chiesa di S. Lucia (già Madonna dell'Arco), un quadro (attribuito) raffigurante la Vergine, circondata da angeli con strumenti musicali, e il Bambino che offre il giglio del martirio alla martire siracusana S. Lucia. Il quadro è andato distrutto nei bombardamenti aerei del luglio 1943 che hanno raso al suolo la chiesa (ricostruita, con progetto dell'arch. Gaetano Averna, con inaugurazione del 7 maggio 1950);
- nella chiesa di S. Giovanni Battista, l'affresco della volta, del 1810, raffigurante il battesimo di Gesù; la tela raffigurante le SS. anime del purgatorio con S. Giovanni Battista, collocata nell'altare maggiore; le due tele raffiguranti il Cuore di Gesù tra gli Angeli e la Madonna di Partanna (Salus Infirmorum), collocate in due altari laterali. I bombardamenti aerei subiti dalla città nel luglio 1943, hanno arrecato alla chiesa gravi danni, alcuni irreparabili. I dipinti del Pollace sono stati distrutti. Anche la tela raffigurante il Cuore di Gesù tra gli Angeli, che fortunatamente si era salvata, è andata irrimediabilmente perduta per l'incuria di chi la doveva custodire nella chiesa di Santa Flavia, dove era stata trasferita.

### Palermo e provincia
- XIX secolo, Dipinto, olio su tela, opera documentata e danneggiata dalla chiesa dei Santi Apostoli Pietro e Paolo di Caltavuturo.
- XIX secolo, Madonna del Lume, olio su tela, opera custodita nel duomo della Natività di Maria di Castelbuono.
- XIX secolo, Scena, affresco, opera realizzata sulla volta della cantoria del santuario dello Spirito Santo di Gangi.
- XIX secolo, Ciclo, affreschi raffiguranti San Cataldo in atto di rendere la vista ad un cieco, Gloria di San Cataldo, Risurrezione dell'operaio, opere realizzate nelle volte della chiesa di San Cataldo di Gangi.
- 1784, Annunciazione, dipinto, opera custodita nel santuario di Santa Maria della Dayna del convento dell'Ordine dei frati minori conventuali di Marineo.
- XIX secolo, Martirio di San Giovanni Evangelista, dipinto su tela, opera custodita nella chiesa di Santa Maria del Gesù di Petralia Soprana.
- 1782, Madonna del Rosario e Santi, olio su tela, opera custodita nella chiesa di Sant'Orsola di Termini Imerese.

### Ragusa e provincia
- 1801, Sacra Famiglia, dipinto su tela, opera custodita nella chiesa delle Santissime Anime del Purgatorio di Ragusa Ibla.
- 1802, Santa Gertrude Monaca, dipinto su tela, opera custodita nella chiesa di San Giuseppe di Ragusa Ibla.
- 1802, San Benedetto Abate, dipinto su tela, opera custodita nella chiesa di San Giuseppe di Ragusa Ibla.
- 1805, San Mauro Abate, dipinto su tela, opera custodita nella chiesa di San Giuseppe di Ragusa Ibla.
- 1802, Pietà, olio su tela, 3,15 metri per 4,42, opera custodita sull'altare maggiore della chiesa del Collegio di Maria Santissima Addolorata o chiesa della Badia di Ragusa.
- XIX secolo, Santa Giuliana Falconeri, Presentazione al Tempio di Gesù Bambino, dipinti, opere custodite nella chiesa del Collegio di Maria Santissima Addolorata o chiesa della Badia di Ragusa.
- 1803, Giuditta e Oloferne, olio su tela, opera custodita nel Santuario di Santa Maria La Nova di Scicli.

### Siracusa e provincia
- XIX secolo, Ciclo, affreschi, opere presenti sulle volte della navata della chiesa del Santissimo Salvatore di Noto.